# Arkadiusz Czarnecki (trener)
Arkadiusz Czarnecki (ur. 1967) - halowy wicemistrz i mistrz Polski juniorów w skoku wzwyż, trener koszykówki, nauczyciel wychowania fizycznego.
Absolwent LO w Przasnyszu i AWF w Gdańsku. W młodości uprawiał skok wzwyż. Był halowym wicemistrzem Polski juniorów młodszych i mistrzem kraju w tej grupie wiekowej na stadionie (1984). W 1986 r. uzyskał rekord życiowy 2.07. Jego karierę zawodnika przerwała kontuzja.
Trener I klasy koszykówki i II klasy lekkiej atletyki. Od 1993 pracuje w Lublinie. Odnosił sukcesy z młodzieżą – zdobył dwa brązowe medale mistrzostw Polski juniorów starszych i srebro juniorów. W sezonie 2001/2002 wywalczył awans z seniorami lubelskiego Startu do ekstraklasy. Przez dwa sezony prowadził drużynę w najwyższej klasie rozgrywkowej. Został trenerem roku 2002 w plebiscycie Kuriera Lubelskiego.